# 瑟彭察欢乐墓园

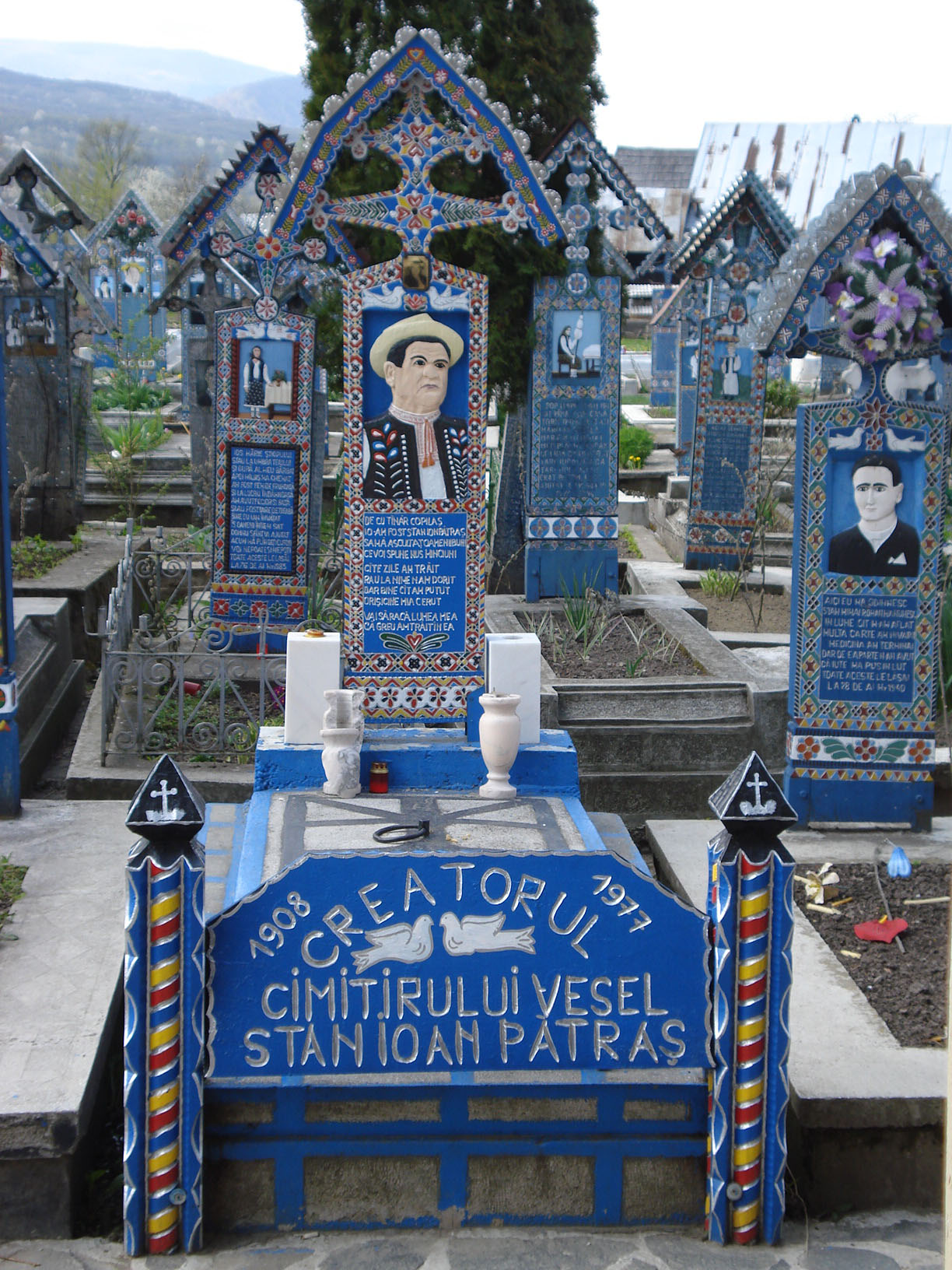
斯坦·伊万·珀特拉什之墓

瑟彭察欢乐墓园（羅馬尼亞語：Cimitirul Vesel din Săpânța）是位于罗马尼亚马拉穆列什县瑟彭察乡瑟彭察村的一座公墓。欢乐墓园由木雕艺术家斯坦·伊万·珀特拉什建立，在他死后由其徒弟杜米特鲁·波普（Dumitru Pop）接管。